# Anisodes nephelospila
Anisodes nephelospila là một loài bướm đêm trong họ Geometridae.